# IC 5012
IC 5012 је спирална галаксија у сазвјежђу Паун која се налази на листи објеката дубоког неба у Индекс каталогу.
Деклинација објекта је - 56° 44' 36" а ректасцензија 20h 29m 32,0s. Привидна величина (магнитуда) објекта IC 5012 износи 14,6 а фотографска магнитуда 15,3. IC 5012 је још познат и под ознакама ESO 186-53, PGC 64802.